# Parc du Bergoje
Le parc du Bergoje (en néerlandais : Bergojepark) est un parc de quartier de la commune bruxelloise d'Auderghem avec fonction de passage, reliant la chaussée de Wavre à la rue Jacques Bassem. Il est une relique de la forêt de Soignes.
Le sentier de grande randonnée GR 579 (Bruxelles-Liège) traverse le parc du Bergoje en longeant la rivière du Rouge-Cloître. Le propriétaire est la Région de Bruxelles-Capitale et la gestion est assuré par Bruxelles Environnement – IBGE.

## Historique
Petite partie de terre argileuse appartenant à la forêt de Soignes, le Bergoje (le nom vient de berg –
colline – et oje – maison) en a été séparé en 1729 lors de la construction de la chaussée reliant Bruxelles à Wavre.
Le promontoire du Bergoje est l'un des plus vieux sites habités d’Auderghem. Il domine la vallée de la Woluwe et celle du Roodkloosterbeek (ruisseau du Rouge-Cloître). Bordé par de grands étangs et au sommet, par les potagers des maisons, le site était aussi partiellement boisé. Les étangs furent progressivement comblés et remplacés par des prairies humides. Quant aux ruisseaux, ils ont été voûtés au fur et à mesure que progressait l’urbanisation.
En 1994, l'IBGE en a fait un parc qui tient compte des éléments naturels du site et tente de les préserver.

## Descriptif

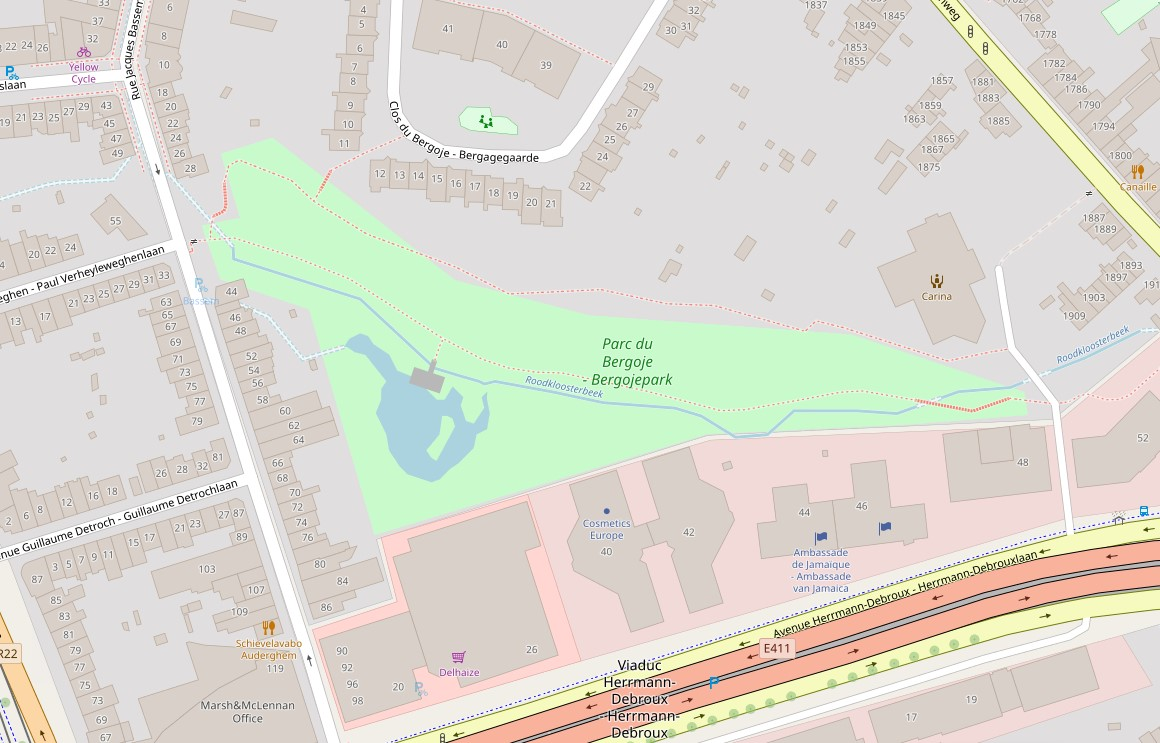
Plan du parc

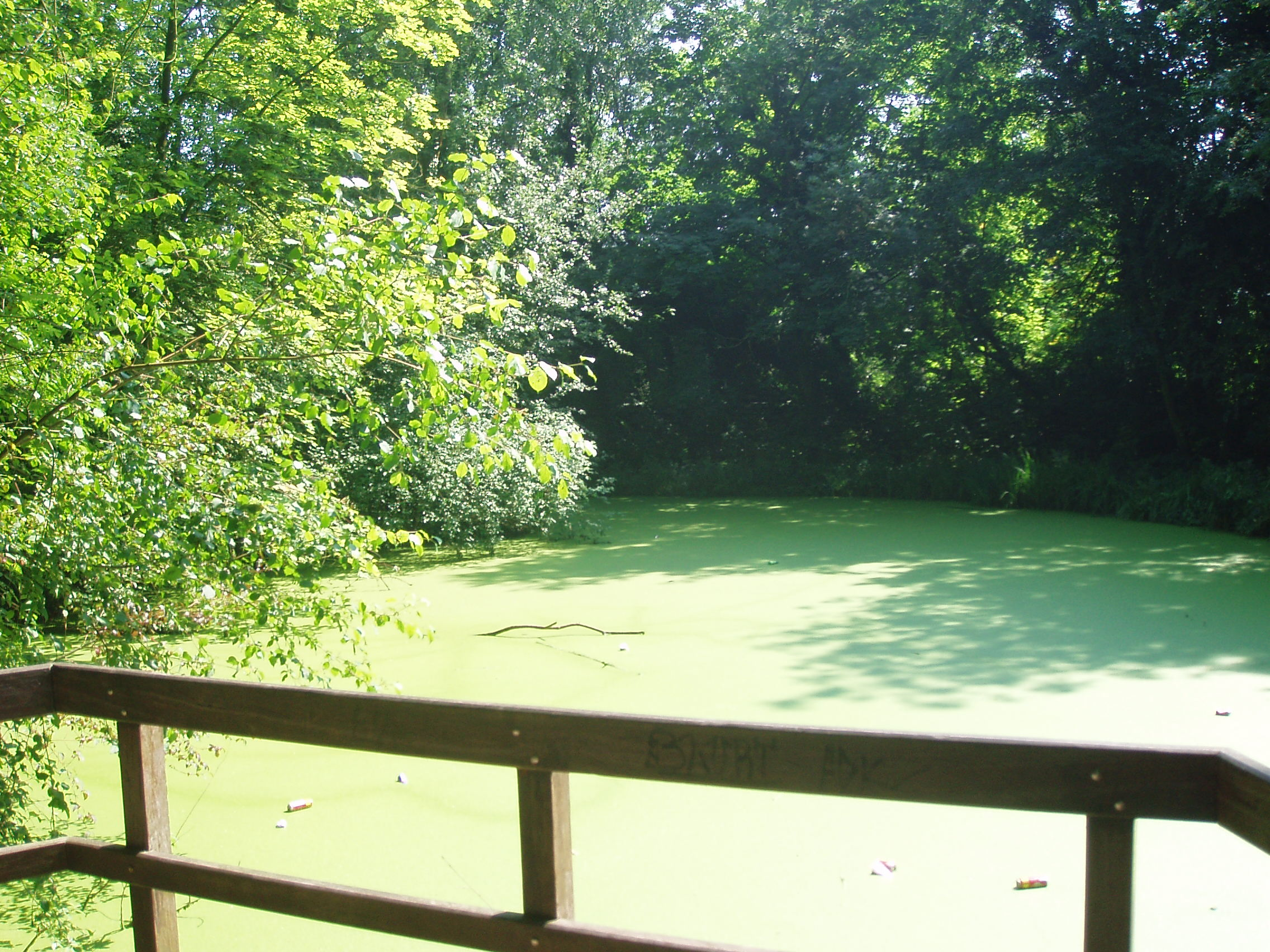
Le ponton dominant le marais

Le relief est très marqué. Orienté au sud, un talus très pentu porte une végétation boisée.
Sur la crête, on trouve des châtaigniers et sur le versant un mélange de chênes, de hêtres et de châtaigniers. On y trouve aussi quelques robiniers, des érables, des frênes et quelques marronniers. S'y ajoutent une série d’arbustes comme du houx ou des sureaux.
En bas du talus, s’étend un fond de vallée : la Roodkloosterbeek. Prenant sa source en forêt de Soignes à Tervueren, le ruisseau passe par le Rouge-Cloître, longe le Bergoje avant de se jeter dans la Woluwe sous la rue Jacques Bassem. Le passage à ciel ouvert de ce ruisseau a généré dans cette partie du parc un biotope spécifique des fonds de vallée : sous le couvert de peuplements ligneux tels les ormes, sureaux, érables, peupliers, aulnes…) pousse une végétation exubérante.
Un chemin longe le cours d’eau. Partant de la rue Jacques Bassem, il rejoint le boulevard du Souverain. Un autre chemin s’écarte vers la gauche et gagne le sommet du site ; à cet endroit, un escalier rejoint le Clos du Bergoje. Deux sentes dégringolant à flanc de coteau relient le chemin principal et le chemin du haut en permettant une circulation latérale.
Troisième biotope du parc, la zone humide qu’alimente le Roodkloosterbeek. Isolée des promeneurs par de
petits ruisseaux, elle comporte un étang, recreusé lors des aménagements du parc, qu’entourent de larges
plages de végétation typique des marécages et une aulnaie-frênaie marécageuse. Un ponton permet de
dominer et d’observer le marais.
Le versant boisé constitue un lambeau relique de la forêt de Soignes toute proche ; d’où sa valeur paysagère
dans cette zone très urbanisée d’Auderghem. Sous les chênes pédonculés, les hêtres, les châtaigniers et
un mélange d’autres essences, le sol est tapissé de lierre. Y fleurissent des anémones sylvie et du muguet.
Le mélange de luzules et de hêtres est une des particularités du lieu.
Sur le sommet du talus s’élève une magnifique rangée de châtaigniers centenaires (Castanea sativa),
remarquables par leur taille, leur forme et leur port. Dominant le paysage, elle lui donne son caractère
particulier et constitue l’un des principaux arguments pour l’inscription du parc sur la liste du patrimoine bruxellois à sauvegarder. Trois de ces châtaigniers, ainsi qu'un peuplier blanc (Populus alba), sont répertoriés par la Commission des monuments et des sites.
Autre attrait du site, un grand groupe de peupliers grisards (Populus canescens) jouent les préludes près de l’entrée de la rue Bassem. Du ponton dominant le marais, on peut observer des grenouilles, des tortues de Floride et différentes espèces de canards.